# Nätskär
Nätskär är en halvö i Åland (Finland). Den ligger i den södra delen av landskapet, 18 km sydost om huvudstaden Mariehamn. Nätskär ligger på ön Fasta Åland.